# Bearkats de Sam Houston
Les Bearkats de Sam Houston (en anglais : Sam Houston Bearkats) désignent les équipes sportives interuniversitaires qui représentent l'université d'État Sam Houston située à Huntsville dans l'État du Texas aux États-Unis.
Les couleurs officielles sont l'orange et le blanc.
Les 17 équipes des Bearkats, tant féminines (10) que masculines (7), participent aux compétitions universitaires organisées par la National Collegiate Athletic Association. Depuis le 1er juillet 2023, elles évoluent au sein de la Division I en tant que membres de la Conference USA après avoir passé 34 ans dans la Southland Conference (SWC, 1986-2021) et deux ans dans la Western Athletic Conference (WAC, 2022-2023). Le programme de football américain évolue dans la NCAA Division I Football Bowl Subdivision (FBS).
Le principal rival de SHSU est l'université d'État Stephen F. Austin (en) (SFA) et les tensions entre ces deux universités peuvent être vives avant les grands événements sportifs qui les opposent.
Dans l'ensemble, le département des sports de Sam Houston a remporté la Southland Conference Commissioner’s Cup en 2005, 2006, 2007, 2013, 2014, 2018 et 2019. Les Kats sont le seul département sportif de la SWC à avoir remporté cette coupe pendant 3 années consécutives, tandis que les 7 coupes remportées au total sont le plus grand nombre de l'histoire de cette conférence.
Sam Houston possède à la fois la meilleure moyenne d'étudiants-athlètes et le plus grand nombre d'étudiants-athlètes nommés au tableau d’honneur de la SWC. Cela est particulièrement évident dans le programme de basket-ball masculin, qui a fourni 6 des 13 étudiants-athlètes qui ont obtenu les honneurs académiques de cette conférence, dont le junior Ryan Bright qui avait également été désigné meilleur étudiant-athlète de l'année.
Le transfert de Sam Houston vers la WAC a été annoncé le 14 janvier 2021 dans le cadre d'une expansion majeure de cette conférence. Le 5 novembre 2021, Sam Houston est annoncé comme futur membre de la Conference USA à compter du 1er juillet 2023.

## Sports représentés
| Hommes (7)                                  | Femmes (10)            |
| ------------------------------------------- | ---------------------- |
| Athlétisme (2†)                             | Athlétisme (2†)        |
| Baseball                                    | Basketball             |
| Basketball                                  | Beach-volley (en 2025) |
| Cross country                               | Bowling                |
| Football américain                          | Cross country          |
| Golf                                        | Football (soccer)      |
|                                             | Golf                   |
|                                             | Softball               |
|                                             | Tennis                 |
|                                             | Volley-ball            |
| † – Athlétisme en salle et/ou en plein air. |                        |

## Chant de guerre
| Paroles de Bearkat Fight Song |
| --- |
| « Fight, fight, you Bearkats Fight on through ! We're here in back of you ! You know again We're here to win So fight until the end Fight ! Fight ! Loyal we'll ever be And true to SHSU We'll fight and fight With all our might For Sam Houston's Orange and White » |

## Sammy Bearkat
Sammy Bearkat (en) est la mascotte de l'« université d'État Sam Houston » (SHSU). Il est une attraction populaire lors de nombreux événements sportifs tels que les matchs de football américain, de basket-ball et de volley-ball. Il apparaît également pour diverses fonctions sur le campus et dans la communauté.

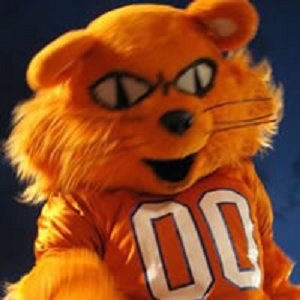
La mascotte '.

Les équipes sportives du Sam Houston Normal Institute étaient à l'origine surnommées les « Normals ». La législature d'État du Texas ayant changé le nom de l'établissement pour le renommer Sam Houston State Teachers College, le terme « Normal » est devenu obsolète.
Il a été remplacé par Bearkats, bien que les premières références épelaient le surnom soit « Bearcats », « Bear Cats » ou « Bearkats ».
Certains disent qu'un chat-ours est un kinkajou, un petit mammifère carnivore doré qui réside dans les jungles d'Amérique du Sud. Il est cependant douteux que ceux qui ont inventé le surnom de « Bearkat » aient eu à l'esprit un kinkajou ou un binturong. Il est plus probable que le surnom vienne d'un dicton local populaire de l'époque : « Tough as a Bearkat ! » (Dur comme un Bearkat). L'animal dans le dicton étant considéré comme mythique plutôt que réel, l'orthographe choisie était « Bearkat, because the University of Cincinnati Bearcats are the only "bearcats ! » (Bearkat, parce que les Bearcats de l'université de Cincinnati sont les seuls « bearcats » !),".
À la fin des années 1940, le président de Sam Houston de l'époque, Harmon Lowman, a tenté de changer le surnom préférant le terme Ravens (d'après le surnom cherokee du général Sam Houston). Mme Vernon Schuder a rapporté que les anciens élèves avaient été interrogés et que bien qu'elle ait voté pour Ravens, « tous les vieux Bearkats avaient gagnés ! ».
Trois vrais kinkajous ont honoré le campus de la Sam Houston dans leur rôle de mascotte vivante à divers moments au cours des saisons 1960 et 1970.
Le 14 décembre 1959, Sammy a commencé à apparaître lors d'événements sportifs et d'autres évènements universitaires.

## Football américain

### Descriptif en fin de saison 2024
- Couleurs :   (orange et blanc)

- Dirigeants :

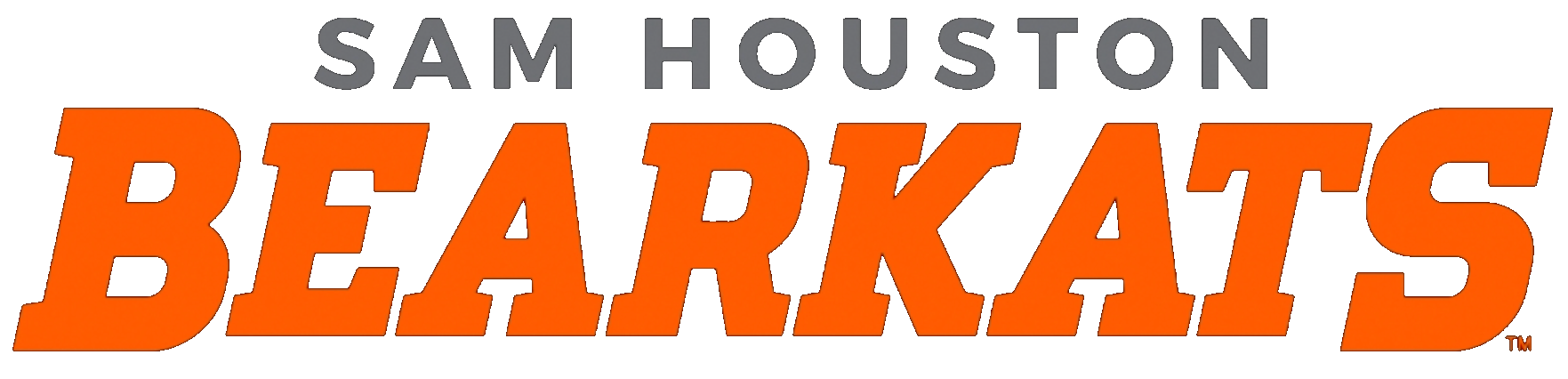
Marque déposée.

  - Directeur sportif : Bobby Williams
  - Entraîneur principal : K. C. Keeler (en), 10e saison, bilan : 97 - 39 ( %)

- Stade
  - Nom : Bowers Stadium (en)
  - Capacité : 14 000
  - Surface de jeu : pelouse artificielle (Real Grass Pro Artificial Surface)
  - Lieu : Huntsville, Texas

- Conférence :
  - Actuelle : Conference USA (Division I FBS, depuis 2024)
  - Anciennes : 
    - 1912–1923: Indépendants
    - 1924–1930: Texas Intercollegiate Athletic Association (en)
    - 1931–1981: Lone Star Conference (en) (National Association of Intercollegiate Athletics)
    - 1982–1983: Lone Star Conference (NCAA Division II)
    - 1984–1986: Gulf Star Conference (en) (Division I FCS)
    - 1987–2020: Southland Conference (Division I FCS)
    - 2021–2022: Western Athletic Conference (Division I FCS)

- Internet :
  - Nom site Web : gobearkats.com
  - URL : https://gobearkats.com/sports/football

- Bilan des matchs :
  - Victoires : 573 (53,8%)
  - Défaites : 489
  - Nuls : 36
  - Playoffs (FCS) : 24-12

- Bilan des Bowls :
  - Victoires : 3 (60%)
  - Défaites : 1
  - Nuls : 1

- College Football Playoff : -

- Titres :
  - Titres nationaux : 2
    - NAIA : 1964
    - NCAA Div. I FCS : 2020

  - Titres de conférence : 15

- Joueurs :
  - Vainqueurs du Trophée Heisman : -
  - Sélectionnés All-American : -

- Surnom : Bearkats
- Hymne : Bearkat Fight Song
- Mascotte : Sammy Bearkat (en)

- Rivalités :
  - Stephen F. Austin (en) (Battle of the Piney Woods (en))
  - Texas State (vivalité (en))

### Palmarès
- Titres nationaux :

Sam Houston a remporté deux titres, l'un dans la National Association of Intercollegiate Athletics et l'autre dans la NCAA Division I FCS. Le match en NAIA s'est soldé par un nul et les deux équipes ont été déclarées championnes,. Lors de leur troisième finale de FCS, ils ont battu les Jackrabbits de South Dakota State.
| Saison | Entraîneur   | Ligue                                             | Bilan saison | Adversaire         | Résultat |
| ------ | ------------ | ------------------------------------------------- | ------------ | ------------------ | -------- |
| 1964   | Paul Pierce  | National Association of Intercollegiate Athletics | 9–1–1        | Concordia College  | Nul, 7–7 |
| 2020   | K. C. Keeler | NCAA Division I FCS                               | 10–0         | South Dakota State | G, 23–21 |
- Champions de conférence :

Sam Houston a remporté 15 titres de conférence dont sept à égalité (†)
| Saison | Conférence                                 | Entraîneur    | Bilan global | Bilan de conférence |
| ------ | ------------------------------------------ | ------------- | ------------ | ------------------- |
| 1930   | Texas Intercollegiate Athletic Association | J. W. Jones   | 9–1          | 5–0                 |
| 1955†  | Lone Star Conference                       | Paul Pierce   | 6–1–2        | 5–1–1               |
| 1956   | Lone Star Conference                       | Paul Pierce   | 10–0         | 7–0                 |
| 1961   | Lone Star Conference                       | Paul Pierce   | 8–1          | 7–0                 |
| 1964†  | Lone Star Conference                       | Paul Pierce   | 9–1–1        | 5–1                 |
| 1985†  | Gulf Star Conference                       | Ron Randleman | 8–3          | 4–1                 |
| 1986   | Gulf Star Conference                       | Ron Randleman | 9–3          | 4–1                 |
| 2001†  | Southland Conference                       | Ron Randleman | 10–3         | 5–1                 |
| 2004†  | Southland Conference                       | Ron Randleman | 8–3          | 4–1                 |
| 2011   | Southland Conference                       | Willie Fritz  | 14–1         | 7–0                 |
| 2012†  | Southland Conference                       | Willie Fritz  | 11–4         | 6–1                 |
| 2014†  | Southland Conference                       | K. C. Keeler  | 11–5         | 7–1                 |
| 2016   | Southland Conference                       | K. C. Keeler  | 12–1         | 9–0                 |
| 2020   | Southland Conference                       | K. C. Keeler  | 10–0         | 6–0                 |
| 2021   | Western Athletic Conference                | K. C. Keeler  | 11–1         | 5–0                 |
- Apparitions en série éliminatoire (playoff)

| Saison | Tour                                  | Adversaire                                                             | Résultat                         |
| ------ | ------------------------------------- | ---------------------------------------------------------------------- | -------------------------------- |
| 1986   | 1er tour                              | Arkansas State                                                         | P, 7–48                          |
| 1991   | 1er tour                              | Middle Tennessee State                                                 | P, 19–20 OT                      |
| 2001   | 1er tour ¼ de finale                  | Northern Arizona Montana                                               | G 34–31 P, 24–49                 |
| 2004   | 1er tour ¼ de finale ½ finale         | Western Kentucky Eastern Washington Montana                            | G 54–21 G 35–34 P, 13–34         |
| 2011   | 2e tour ¼ de finale ½ finale Finale   | Stony Brook Montana State Montana North Dakota State                   | G 34–27 G 49–13 G 31–28 P, 6–17  |
| 2012   | 2e tour ¼ de finale ½ finale Finale   | Cal Poly Montana State Eastern Washington North Dakota State           | G 18–16 G 34–16 G 45–42 P, 13–39 |
| 2013   | 1er tour 2e tour                      | Southern Utah Southeastern Louisiana                                   | G 51–20 P, 29–30                 |
| 2014   | 1er tour 2e tour ¼ de finale ½ finale | Southeastern Louisiana Jacksonville State Villanova North Dakota State | G 21–17 G 37–26 G 34–31 P, 3–35  |
| 2015   | 1er tour 2e tour ¼ de finale ½ finale | Southern Utah McNeese State Colgate Jacksonville State                 | G 42–39 G 34–29 G 48–21 P, 10–62 |
| 2016   | 2e tour ¼ de finale                   | Chattanooga James Madison                                              | G 41–36 P, 7–65                  |
| 2017   | 2e tour ¼ de finale ½ finale          | South Dakota Kennesaw State North Dakota State                         | G 54–42 G 34–27 P, 13–55         |
| 2020   | 1er tour ¼ de finale ½ finale Finale  | Monmouth North Dakota State James Madison South Dakota State           | G 21–15 G 24–20 G 38–35 G 23–21  |
| 2021   | 2e tour ½ finale                      | Incarnate Word Montana State                                           | G 49–42 P, 19–42                 |
| Saison | Tour            | Adversaire                 | Résultat          |
| ------ | --------------- | -------------------------- | ----------------- |
| 1964   | ½ finale Finale | Findlay Concordia–Moorhead | G, 32–12 Nul, 7–7 |

### Bowls
Sam Houston a participé à 6 bowls universitaires, en a remporté 4 pour 1 défaite et 1 nul.
| Saison | Ligue           | Bowl                    | Adversaire             | Résultat |
| ------ | --------------- | ----------------------- | ---------------------- | -------- |
| 1952   | NAIA            | Shrimp Bowl             | Northeastern State     | G, 41–20 |
| 1953   | NAIA            | Refrigerator Bowl       | College of Idaho (en)  | G, 14–12 |
| 1956   | NAIA            | Refrigerator Bowl       | Middle Tennessee State | G, 27–13 |
| 1958   | NAIA            | Christmas Festival Bowl | Northwestern State     | P, 11–18 |
| 1964   | NAIA            | Championship Bowl       | Concordia College (en) | Nul, 7–7 |
| 2024   | NCAA Div. I FBS | New Orleans Bowl        | Georgia Southern       | G, 31-26 |

### Stade

#### Pritchett Field
Pendant 73 ans, les Bearkats ont joué leurs matchs de football américain au Pritchett Field (1912-1985), dont leur premier match joué contre l'université Rice en 1912. Son nom fait référence à Joseph Pritchett, frère du quatrième président de l'université, Henry Carr Pritchett, et ancien propriétaire du terrain sur lequel a été construit le stade.
Le dernier match a vu la victoire des Bearkats sur le score de 51 à 7 face à l'université Washburn. L'équipe de football américain a commencé à jouer au Bowers Stadium après la saison 1985 mais l'ancien complexe accueille toujours actuellement les équipes féminines de soccer et de crosse de Sam Houston

Le 18 avril 2013, le match d'été (Orange-White spring game) de football américain a été joué sur le Pritchett Field pour la première fois depuis 1985
.
L'événement comprenait également la remise du Liberty Mutual Coach of the Year Award à l'entraîneur principal Willie Fritz
.

#### Bowers Stadium (depuis 1986)
Le Bowers Stadium (en), anciennement Bearkat Stadium (1986–1989), est depuis la saison 1985, le stade où l'équipe de football américain de Sam Houston joue ses matchs à domicile. La piste d'athlétisme accueille également les activités des équipes masculines et féminines dans cette discipline depuis la saison 1986.
Le stade a une capacité de 14 000 places bien qu'il ait accueilli 16 148 fans en 1994, à l'occasion du match retransmis sur la chaine TV régionale ABC et gagné 48 à 23 contre l'équipe d'Alcorn State emmenée par le quarterback Steve McNair, futur joueur NFL,.

### Rivalités

#### Stephen F. Austin
Le match de rivalité entre Sam Houston et Stephen F. Austin, également connu sous le nom de Battle of the Piney Woods (en), est une rivalité annuelle qui se jouait au NRG Stadium de Houston. Il s'agit de la plus vieille rivalité FCS du Texas (1923-2022).
La rencontre la plus récente s'est terminée par une victoire des Bearkats sur les Lumberjacks (en) 21 à 20 (la 10e victoire consécutive). La rivalité est actuellement en sommeil, après le départ en 2023 de Sam Houston vers la NCAA Division I FBS et la Conference USA.
Les deux équipes se sont rencontrées 91 fois, Sam Houston menant la série avec 60 victoires pour 34 à Stephen F. Austin et 2 nuls.

#### Texas State
La deuxième plus longue rivalité de Sam Houston (depuis 1915) est celle avec l'université d'État du Texas.
Les deux équipes organisaient des matchs de rivalité annuels, principalement en football américain et en basket-ball, les Bobcats de Texas State menant les séries avec un bilan de 50 victoires pour 38 défaites et 5 nuls en football américain (dernier match en 2024) et un bilan de 64 victoires et 51 défaites en basket-ball masculin (dernier match en 2012).
Les deux universités faisaient partie des même ligues et ont concouru dans les mêmes conférences sportives jusqu'à ce que Texas State quitte la Southland Conference pour la Western Athletic Conference en 2012 (NCAA Div I FCS), pour finalement rejoindre un an plus tard la Sun Belt Conference (NCAA Div I FBS).
La rivalité en football américain a depuis été renouvelée dès la saison 2024.

### Récompenses individuelles
- Walter Payton Award (meilleur joueur offensif de FCS)
  - Jeremiah Briscoe (en), QB, 2016 et 2017
- AFCA Coach of the Year (en)
  - Willie Fritz, National, 2011
  - Willie Fritz, Regional, 2011 et 2012
- Eddie Robinson Award (en) (entraîneur de la saison)
  - K. C. Keeler (en) – 2016